# マフムード (モグーリスタン)
マフムード（Mahmud、生年不明 - 1508年）は、モグーリスタン・ハン国の第14代ハン。

## 概要
モグーリスタン・ハン国第13代ハンのユーヌスの子供。1487年にユーヌスが死去。マフムードはタシュケントとモグーリスタン西部（今のキルギスタン）を継承したが、モグーリスタン東部（今の中国西北部新疆ウイグル自治区）は兄のアフマド・アラクがすでに継承、支配していた。これにより、モグーリスタン・ハン国は東西に分裂することとなった。
数年前にユーヌスによって征服されたサマルカンドのティムール朝・スルタン・アフマド、フェルガナのオマル・シャイフ（Omar Shaikh）が反攻、タシュケントを攻撃するが、マフムードは首尾よくこれを阻止。この際にスルタン・アフマド配下のウズベクのムハンマド・シャイバーニー・ハンを味方に引き入れた。ムハンマド・シャイバーニーへの恩賞として、マフムードは1488年にロシアのトルキスタン（「ウズベキスタン」と名付けられ、最終的にその名前で現在の国に発展した）に土地を与えた。しかし、このことが、モグーリスタン・ハン国とは伝統的に友好関係にあったが、ウズベク人と敵対関係にあったカザフ人の反感を買い、モグーリスタン・ハン国とカザフの戦争に発展、マフムードは敗北することとなった。1508年死去、モグーリスタン・ハン国は領土の大部分をカザフほかに占領され、ここに滅亡することとなった。